# Nam Joo-hyuk

## Biografía
Nació el 22 de febrero de 1994 en Busan, Corea del Sur, como hijo único. A los 17 años se mudó con su familia de Busan a Suwon. Con su estatura (mide 188 cm) jugó a baloncesto durante sus años en la escuela secundaria Gyeongnam, y su sueño era convertirse en jugador profesional. Sin embargo, una lesión de tobillo durante su tercer curso, que no pudo resolverse con la cirugía, le obligó a abandonar la práctica intensiva de este deporte, que después siguió practicando solo como pasatiempo.
Ya en su primer año de secundaria pensó que también podría dedicarse a la profesión de modelo. En 2013 se presentó a un concurso de aspirantes a modelos organizado por Kplus y alcanzó el primer lugar. Gracias a ello obtuvo una beca de tres meses en una academia de modelaje. Un mes después de firmar el contrato como modelo se dio a conocer con en la presentación de la Colección Primavera/Verano 2014 Songzio Homme en Seúl.
Es buen amigo de los actores surcoreanos Ji Soo y Choi Tae Joon.
En noviembre de 2016 comenzó a salir con la actriz y modelo surcoreana Lee Sung-kyung, aunque la relación terminó en agosto de 2017, continúan siendo buenos amigos.
El 20 de marzo de 2023 comenzó su servicio militar en el escuadrón antidisturbios de la policía militar.
El 19 de septiembre de 2024 finalizó su servicio militar. 
En 2025, Nam Joo-hyuk fue citado como una de las principales inspiraciones visuales para el personaje de Jinu, en el proyecto animado K-Pop Demon Hunters, desarrollado por Sony Pictures Animation en colaboración con el estudio surcoreano Moe. La serie, que combina acción sobrenatural con la estética y narrativa del K-pop, retrata a Jinu como un ídolo masculino enigmático y romántico, evocando el perfil clásico del protagonista de drama coreano. Su diseño se basó directamente en figuras reconocidas por su apariencia elegante y serena, como Cha Eun-woo y el propio Nam Joo-hyuk, consolidando al personaje como una representación animada del ideal romántico coreano.

## Carrera
Desde abril de 2020 forma parte de la agencia "Management SOOP". Previamente formó parte de la agencia YG Entertainment hasta abril de 2020 y de la agencia de modelaje "YGKPlus".
En 2013 debutó como modelo para la colección SONGZIO Homme Spring / Summer 2014. Ha modelado para "Studio K SS", "Beyond Closet", entre otros; también ha aparecido en sesiones fotográficas y campañas para "Céci Magazine", "Nylon Korea", para la campaña "Fashion Look Book" para la colección Polham 2015 F/W, "So Car" "Marie Claire", "Men's Uno China", entre otros... También ha aparecido en sesiones fotográficas para "High Cut", entre otros.
Entre el 12 de julio del 2014 participó en el programa Off to School, hasta el 7 de abril del 2015.
En enero de 2015 apareció por primera vez como invitado en el exitoso programa de televisión surcoreano Running Man (también conocida como "Leonning maen") donde formó equipo junto a Lee Kwang-soo, Hong Jong-hyun, Seo Kang-joon, Choi Tae-joon y Seo Ha-joon.
En 2016 formó parte del elenco de la cuarta temporada del programa de variedades Celebrity Bromance donde participó junto al actor Ji Soo. Ese mismo año se unió al elenco principal de la serie Weightlifting Fairy Kim Bok-joo, donde interpretó a Jung Joon-hyung, un talentoso nadador y el amigo de la infancia de Kim Bok-joo (Lee Sung-kyung) hasta el final de la serie en el 2017.
En 2017 se unió al elenco principal de la serie The Bride of Habaek (también conocida como "Habaekui Shinboo"), donde interpretó al Lord Ha Baek, el dios del agua, hasta el final de la serie en agosto del 2017.
En 2018 se unió al elenco de la película The Great Battle (también conocida como "Ansi Fortress" o "Ansi City"), donde dio vida a Sa-mool.
El 11 de febrero de 2019 se unió al elenco principal de la serie The Light in Your Eyes (también conocida como "Dazzling"), donde interpretó a Lee Joon-ha, un joven que quiere convertirse en reportero y que ha estado tan concentrado en correr a toda máquina hacia su trabajo soñado que ha desperdiciado susmejores días llevando una vida letárgica, hasta el 19 de marzo del mismo año. Ese mismo año estaba previsto que se uniera al elenco principal de la serie HERE, pero la producción de esta quedó paralizada ante la imposibilidad de rodar en el extranjero a causa de las restricciones impuestas por la pandemia de Covid-19.
El 25 de septiembre apareció como personaje principal de la serie de fantasía de Netflix The School Nurse Files, donde dio vida a Hong In-pyo, un maestro que tiene una increíble aura de energía que lo protege y quien ayuda a Ahn Eun-young a exorcizar a los espíritus malignos. El 17 de octubre del mismo año se unió al elenco principal de la serie Start-Up, donde interpretó a Nam Do-san, hasta el final de la serie el 6 de diciembre del mismo año.
El 10 de diciembre de 2020 protagonizó la película Josée junto a Han Ji-min; en ella interpretó al joven universitario Lee Young-seok. Se trata de una nueva versión de la película japonesa Josee, the Tiger and the Fish, estrenada en 2003. El 31 de diciembre del mismo año apareció como parte del elenco principal de la película Remember.
El 12 de febrero de 2022 se estrenó en TVN y Netflix la serie Veinticinco, veintiuno, protagonizada por él junto con Kim Tae-ri su novia hasta ese momento y dieron por terminada esa relación meses después, y en la que interpreta el papel de Baek Yi-jin, un joven que tras la ruina de su familia tiene que abandonar los estudios universitarios y acaba trabajando como periodista deportivo. El 20 de abril del mismo año, se anunció que estaba en pláticas para unirse al elenco de la serie Vigilante, de aceptar podría dar vida a Ji Yong, un  estudiante universitario de policía y justiciero.
A finales de 2024 ha confirmado su participación en una serie de Netflix junto a una popular actriz de Crash Course in Romance Roh Yoon-seo. 

## Filmografía

### Series
| Año     | Título                          | Personaje                | Canal   | Notas                    | Ref.                 |
| ------- | ------------------------------- | ------------------------ | ------- | ------------------------ | -------------------- |
| 2014    | The Idle Mermaid                | Park Dae-bak             | tvN     | 10 episodios             |                      |
| 2015    | Who Are You: School 2015        | Han Yi-an                | KBS2    | 16 episodios             |                      |
| 2015    | Glamorous Temptation            | Jin Hyung-woo (de joven) | MBC     | 45 episodios             | [ 39 ]               |
| 2016    | Cheese in the Trap              | Kwon Eun-taek            | tvN     | episodio 1.1 - miniserie |                      |
| 2016    | Moon Lovers: Scarlet Heart Ryeo | Príncipe Baek-ah         | SBS     | 20 episodios             |                      |
| 2016-17 | Weightlifting Fairy Kim Bok Joo | Jung Joon-hyung          | MBC     | 16 episodios             | [ 40 ]               |
| 2017    | The Bride of Habaek             | Ha Baek                  | TVN     | 16 episodios             | [ 41 ]               |
| 2019    | The Light in Your Eyes          | Lee Joon-ha              | JTBC    | 12 episodios             | [ 42 ]               |
| 2020    | The School Nurse Files          | Hong In-pyo              | Netflix | 6 episodios              |                      |
| 2020    | Start-Up                        | Nam Do-san               | tvN     | 16 episodios             |                      |
| —       | HERE                            | -                        | tvN     | Producción suspendida    | [ 43 ]               |
| 2022    | Veinticinco, veintiuno          | Baek Yi-jin              | tvN     | 16 episodios             | [ 44 ] [ 45 ] [ 46 ] |
| 2023    | Vigilante                       | Kim Jiyong               | Disney+ | 8 episodios              |                      |

### Películas
| Año  | Título                           | Personaje      | Notas                                                                          | Ref.   |
| ---- | -------------------------------- | -------------- | ------------------------------------------------------------------------------ | ------ |
| 2018 | The Great Battle (Ansi Fortress) | Sa-mool        | junto a Jo In-sung, Park Sung-woong, Sung Dong-il, Kim Seol-hyun y Yu Oh-seong |        |
| 2020 | Josée                            | Lee Young-seok | junto a Han Ji-min, Kim Seung-bi y Jung Yi-seo                                 | [ 47 ] |
| 2021 | Remember                         | -              | junto a Lee Sung-min, Jung Man-sik, Gu Ja-geon y Lee Woo-joo                   | [ 48 ] |

### Videos musicales
| Año  | Artistas            | Canción     | Notas                        | Ref.  |
| ---- | ------------------- | ----------- | ---------------------------- | ----- |
| 2014 | Akdong Musician     | "200%"      | apareció en el video musical | [ 1 ] |
| 2014 | Akdong Musician     | "Give Love" | apareció en el video musical |       |
| 2015 | Kangnam feat. San E | "Chocolate" | apareció en el video musical |       |

### Programas de variedades
| Año     | Programa                             | Notas                                                                                     | Ref.          |
| ------- | ------------------------------------ | ----------------------------------------------------------------------------------------- | ------------- |
| 2014    | Nam TV                               | miembro                                                                                   |               |
| 2014    | Saturday Night Live Korea            | episodio 40 - invitado                                                                    |               |
| 2014-15 | Off to School                        | 39 episodios (Ep. 1-39) - miembro                                                         |               |
| 2015    | Running Man                          | episodio 230                                                                              | [ 49 ]        |
| 2016    | Three Meals a Day: Gochang Village   | -                                                                                         |               |
| 2016    | My Ear's Candy                       | junto a Ji Soo, Shin Jae-ha y Kim Yoo-han                                                 |               |
| 2016    | Celebrity Bromance                   | 6 episodios (Ep. 13 - 18) - miembro - junto a Ji Soo                                      |               |
| 2017    | Infinite Challenge                   | invitado                                                                                  | [ 50 ] [ 51 ] |
| 2018    | Radio Star                           | 2 episodios (Ep. 582-583) - invitado - junto a Jo In-sung, Bae Seong-woo y Park Byung-eun | [ 52 ] [ 53 ] |
| 2019    | Coffee Friends                       | (Ep. 7-10) - (empleado a tiempo parcial)                                                  | [ 54 ] [ 55 ] |
| 2019    | Three Meals a Day: Mountain Village  | invitado                                                                                  | [ 56 ] [ 57 ] |
| 2021    | Unexpected Business (Boss by Chance) | invitado                                                                                  | [ 58 ] [ 59 ] |

### Presentador
| Año  | Título                       | Notas |
| ---- | ---------------------------- | ----- |
| 2019 | 40th Blue Dragon Film Awards |       |

### Revistas / sesiones fotográficas
| Año  | Título                                           | Notas  |
| ---- | ------------------------------------------------ | ------ |
| 2020 | @star1 Magazine                                  | [ 60 ] |
| 2020 | Harper’s Bazaar Men Thailand - Spring/Sumer 2020 |        |

### Anuncios
| Año  | Título   | Notas                    |
| ---- | -------- | ------------------------ |
| 2014 | ABC Mart | modelo - junto a Kangnam |

## Donaciones
En diciembre del 2017 se anunció que Joo-hyuk había donado la cantidad de 30 000 000 KRW (28 000 dólares estadounidenses) a un fondo de becas de su antigua escuela "Suil High School".

## Premios y nominaciones
| Año  | Premio                                        | Categoría                                     | Película / Series               | Resultado | Ref.                 |
| ---- | --------------------------------------------- | --------------------------------------------- | ------------------------------- | --------- | -------------------- |
| 2019 | 10th Film Award of the Year                   | Best New Actor                                | The Great Battle                | Ganó      | [ 63 ]               |
| 2018 | 39th Blue Dragon Film Award                   | Best New Actor                                | The Great Battle                | Ganó      | [ 64 ] [ 65 ] [ 66 ] |
| 2018 | 38th Korean Association Of Film Critics Award | Best New Actor                                | The Great Battle                | Ganó      | [ 67 ]               |
| 2018 | 2nd Seoul Award                               | Best New Actor (Film)                         | The Great Battle                | Ganó      | [ 68 ] [ 69 ]        |
| 2018 | 6th Marie Claire Asia Star Award              | Rising Star Award                             | The Great Battle                | Ganó      | [ 70 ]               |
| 2016 | 36th MBC Drama Award                          | Best New Actor                                | Weightlifting Fairy Kim Bok-joo | Ganó      |                      |
| 2016 | 36th MBC Drama Award                          | Excellence Award, Actor in a Miniseries       | Weightlifting Fairy Kim Bok-joo | Nominado  |                      |
| 2015 | 29th KBS Drama Award                          | Popularity Award, Actor (junto a Park Bo-gum) | Who Are You: School 2015        | Ganaron   |                      |
| 2015 | 29th KBS Drama Award                          | Best New Actor                                | Who Are You: School 2015        | Nominado  |                      |
| 2015 | 4th APAN Star Award                           | Best New Actor (junto a Byun Yo-han)          | Who Are You: School 2015        | Ganaron   |                      |
| 2015 | 8th Korea Drama Award                         | Best New Actor                                | Who Are You: School 2015        | Nominado  |                      |
| 2014 | CFDK Award                                    | Best Male Fashion Model of the Year           | -                               | Ganó      |                      |